# Dariusz Wojciechowski
Dariusz Wojciechowski (Warschau, 13 juli 1968) is een voormalig wielrenner uit Polen. Hij was actief als beroepsrenner van 1996 tot 2005. Wojciechowski werd nadien ploegleider.

## Erelijst
1992
- 5e etappe Ronde van Polen

1995
- 3e etappe deel A Kalisz-Konin

1996
- Pools kampioen op de weg, Elite
- 5e etappe Koers van de Olympische Solidariteit
- 5e etappe Tour Sud

2000
- 6e etappe Commonwealth Bank Classic
- Eindklassement Commonwealth Bank Classic
- GP Ostrowca Swietokrzyskiego